# Instytut Filozofii i Socjologii Uniwersytetu Pedagogicznego im. KEN w Krakowie
Instytut Socjologii Uniwersytetu Komisji Edukacji Narodowej w Krakowie – jednostka dydaktyczno-naukowa należąca do struktur Wydziału Humanistycznego UKEN.

## Historia Instytutu
Instytut powstał w styczniu 2002 roku w ramach przekształceń Instytutu Nauk Społecznych. Do tego czasu zespoły badawcze, wchodzące obecnie w skład IFiS UP, podejmowały badania w zakresie filozofii na różnych kierunkach Uczelni. Od 1980 r. zespoły te działały w ramach Instytutu Nauk Społecznych ówczesnej Wyższej Szkoły Pedagogicznej.
Instytut kształci studentów na kierunkach:
- filozofia rozwoju osobowego z elementami psychologii – studia licencjackie
- socjologia – studia licencjackie i magisterskie
- kognitywistyka - studia licencjackie

Prowadzone są równocześnie studia socjologii ekologicznej oraz etyki dla nauczycieli.
Z początkiem semestru zimowego roku akademickiego 2023/2024 instytut Filozofii i Socjologii decyzją Władz Uniwersytetu Komisji Edukacji Narodowej, został przemianowany na Instytut Socjologii. Pod tą nazwą jednostka naukowa funkcjonuje obecnie.

## Władze
| Stanowisko | Imię i nazwisko                          |
| ---------- | ---------------------------------------- |
| Dyrektor   | dr hab. Paulina Rojek-Adamek, prof. UKEN |
| Zastępca   | dr hab. Aldona Guzik                     |

## Struktura organizacyjna
Katedry w roku akademickim 2023/2024
KATEDRA FILOZOFII I ETYKI
- Kierownik: Prof. dr hab. Katarzyna Gurczyńska-Sady
- dr hab. Kazimierz Mrówka, prof. UKEN
- dr Wojciech Hanuszkiewicz
- dr Łukasz Kołoczek
- dr Andrzej Serafin
- dr Anna Szklarska
- dr Paweł Sznajder
- dr Maciej Urbanek

KATEDRA  KOGNITYWISTYKI
- Kierownik: dr hab. Andrzej Dąbrowski, prof. UKEN
- dr hab. Włodzimierz Heflik, prof. UKEN
- dr hab. Marzenna Jakubczak, prof. UKEN
- dr hab. Ryszard Mirek, prof. UKEN
- dr hab. Marcin Urbaniak, prof. UKEN
- dr hab. Jan Wawrzyniak, prof. UKEN
- dr Olga Poller
- dr Magdalena Reuter
- dr Paweł Wójs
- dr Paweł Gwiaździński

KATEDRA METODOLOGII BADAŃ I KOMUNIKACJI SPOŁECZNEJ
- KIEROWNIK: dr hab. Paulina Rojek-Adamek, prof. UKEN
- dr hab. Mariusz Dzięglewski, prof. UKEN
- dr hab. Radosław Marzęcki, prof. UKEN
- dr Ewa Albińska
- dr Magdalena Baran
- dr Tomasz Cyrol
- dr Łukasz Cywiński
- dr Grzegorz Dutka
- dr Marcin Gacek
- dr hab. Aldona Guzik
- dr Małgorzata Krywult-Albańska
- dr Damian Liszka

- dr Mateusz Szast

- dr Paweł Walawender

KATEDRA SOCJOLOGII KULTURY I ZMIAN SPOŁECZNYCH
- KIEROWNIK: dr hab. Piotr Stawiński, prof. UKEN
- dr hab. Sławomir Kapralski, prof. UKEN
- dr hab. Marta Juza, prof. UKEN
- dr hab. Tatiana Majcherkiewicz
- dr Mirosław Boruta Krakowski
- dr Anna Fiń
- dr Anna Karnat
- dr Grzegorz Kubiński
- dr Maria Rogińska
- dr Michał Warchala
- dr Bogdan Więckiewicz

## Działalność naukowa
Instytut Socjologii UKEN jest organizatorem
- Ogólnopolskiego Forum Etycznego (od 2005 r.)
- Ogólnopolskiego Filozoficznego Forum Młodych

Pracownicy naukowi IS UKEN prowadzą również aktywną działalność w ramach założonych przy Instytucie towarzystw naukowych:
- Polskie Towarzystwo Karla Jaspersa – założone w 2008 r. z inicjatywy dr hab. Czesławy Piecuch, prof. UP
- Polskie Towarzystwo Etyczne – założone w 2010 r.
- Centrum Badań Myśli S. Kierkegaarda – założone w 2014 r.

Prowadzona jest również ożywiona działalność wydawnicza. Wydawane są następujące czasopisma:
- „ARGUMENT: Biannual Philosophical Journal”[7]
- Annales Academiae Paedagogicae Cracoviensis Studia Sociologica[8]

Przy IS UKEN działa również studenckie Filozoficzne Koło Naukowe „ARCHE” oraz Socjologiczne Koło Naukowe UKEN.